# Гонкур
Гонкур (фр. Goncourt) насеље је и општина у североисточној Француској у региону Шампањ-Арден, у департману Горња Марна која припада префектури Шомон.
По подацима из 2011. године у општини је живело 284 становника, а густина насељености је износила 15,13 становника/km². Општина се простире на површини од 18,77 km². Налази се на средњој надморској висини од 350 метара.

## Демографија
| 1962. | 1968. | 1975. | 1982. | 1990. | 1999. | 2011. |
| ----- | ----- | ----- | ----- | ----- | ----- | ----- |
| 417   | 382   | 338   | 314   | 297   | 317   | 284   |

График промене броја становника у току последњих година